# Água Comprida
Água Comprida là một đô thị thuộc bang Minas Gerais, Brasil. Đô thị này có diện tích 489,513 km², dân số năm 2007 là 2093 người, mật độ 4,7 người/km².